# The Brotherhood V
The Brotherhood V: Alumni es la quinta película de la saga de películas homoeroticas de terror, La Hermandad, dirigida por David DeCoteau, y estrenada en 2009.

## Argumento
Un año después de que una mala broma de graduación se convirtió en mortal, los estudiantes más populares del Instituto Sunnydale son convocados de nuevo para un reencuentro sorpresa, solo para encontrarse a merced de un impecable asesino.

## Reparto
- Maria Aceves como Betty.
- Preston Davis como Schwartz.
- Lindsey Landers como Amy.
- Arthur Napiontek como Ted.
- Brett Novek como Randall.
- Nathan Parsons como Holden.
- Oskar Rodriguez como Leslie.